# Cerkiew Trójcy Świętej w Helsinkach
Cerkiew Trójcy Świętej – prawosławna cerkiew w Helsinkach. Należy do eparchii helsińskiej Fińskiego Kościoła Prawosławnego.
Plan budowy cerkwi prawosławnej w Helsinkach pojawił się w 1812, gdy w czasie opracowywania planu rozwoju przestrzennego miasta uwzględniono na nim miejsce dla świątyni przeznaczonej dla potrzeb rosyjskich mieszkańców miasta. Przez dziesięć lat nie zgłaszał się jednak architekt chętny dla opracowania projektu świątyni. Dopiero w 1822 Carl Ludwig Engel, pracujący przy odbudowie Helsinek po pożarze, zasugerował wzniesienie cerkwi w formie „idealnej greckiej świątyni”. Plan ten został odrzucony; dopiero w 1827 Engel zaprojektował nową klasycystyczną cerkiew.
Cerkiew jest jednonawowa, cechuje ją wydłużona bryła z wieżą od strony zachodniej i niewielką kopułą nad nawą. Przeznaczona jest dla udziału kilkudziesięciu osób w nabożeństwie. Wnętrze obiektu również urządzono w stylu klasycystycznym.